# Spreeler Bachtal
Das Naturschutzgebiet Spreeler Bachtal liegt auf dem Gebiet der Stadt Radevormwald im Oberbergischen Kreis in Nordrhein-Westfalen. Allerdings verläuft hier die Grenze zwischen Ennepetal im Ennepe-Ruhr-Kreis und Radevormwald größtenteils in der Mitte des Spreeler Baches. Das Naturschutzgebiet erstreckt sich entlang dem Spreeler Bachtal zwischen der Ortschaft Griesensiepen im Osten und einem Stauteich im Westen oberhalb eines Gewerbebetriebes im unteren Spreeler Bachtal an der Wuppertalstraße (L 414). Direkt unterhalb mündet der Spreeler Bach in die als Beyenburger Stausee aufgestaute Wupper.

## Beschreibung
Das Fachinformationssystem des Landesamtes für Natur, Umwelt und Verbraucherschutz beschreibt das Spreeler Bachtal im Biotopkataster wie folgt:

„Das breite Sohlental des Spreeler Baches mit bewaldeten Talhängen und als Grünland genutzter Talsohle schließt südwestlich Spreel, durch die K 8 getrennt, an das Brebachtal an. Der Bach fließt mit bedingt naturnahen Strukturen, abschnittsweise mäandrierend in einem bis 5 m breiten Schotterbett bis zu einem großen Stauteich der Industrieanlage vor der Mündung in die Wupper bei Muellenfeld. Der Bachlauf ist überwiegend an den Talrand verlegt und wird v. a. in den offenen Bereichen von einem alten Erlensaum begleitet. Entlang des Baches sind abschnittsweise feuchte bis quellig-nasse Grünlandflächen entwickelt, die insbesondere im unteren Abschnitt in großflächigere Feuchtbrachen übergehen. Bei Sprinnerwiese befindet sich ein von Feuchtstauden und Erlen-Weidengebüsch umgebener Angelteich. Die westexponierten, steileren Hangbereiche tragen Magerweiden, die stellenweise intensiv beweidet werden und Trittschäden aufweisen. Die Talhänge sind überwiegend mit bodensaurem Eichen-Buchenwald und stellenweise mit Buchen-Eichenwäldern bestockt. Teilweise gehen die Waldbestände auf lange durchgewachsene Niederwälder zurück, vereinzelt sind Althölzer eingestreut. In den lichteren Beständen bilden Drahtschmiele und Heidelbeere in den Eichenwäldern eine flächendeckende Krautschicht aus. Im mittleren Abschnitt wurde der untere Hangbereich mit Nadelhölzern aufgeforstet.“

Von den vielen Pflanzenarten, die im NSG gefunden wurden, seien beispielhaft hervorgehoben: Kuckucks-Lichtnelke (Lychnis flos-cuculi), Gemeine Pestwurz (Petasites hybridus), Sumpf-Schafgarbe (Achillea ptarmica), Sumpf-Helmkraut (Scutellaria galericulata) und Sumpf-Schwertlilie  (Iris pseudacorus). An Tierarten wurden u. a. gefunden: Wasseramsel (Cinclus cinclus), Grasfrosch (Rana temporaria), Erdkröte (Bufo bufo) und Bunter Grashüpfer (Omocestus viridulus), der in allen übrigen Regionen NRW's auf der Vorwarnliste der Roten Liste steht.

## Wanderwege
Durch das Naturschutzgebiet führt ein Abschnitt des Wappenweges – Rund um Ennepetal – vom Wanderparkplatz am südwestlichen Ende des Beyenburger Stausees durch das Spreeler Bachtal, meist entlang der rechten Bachseite über Griesensiepen bis zur Heilenbecker Talsperre. Auch auf der linken Bachseite gibt es noch weitere Wegeverbindungen durch das Bachtal.

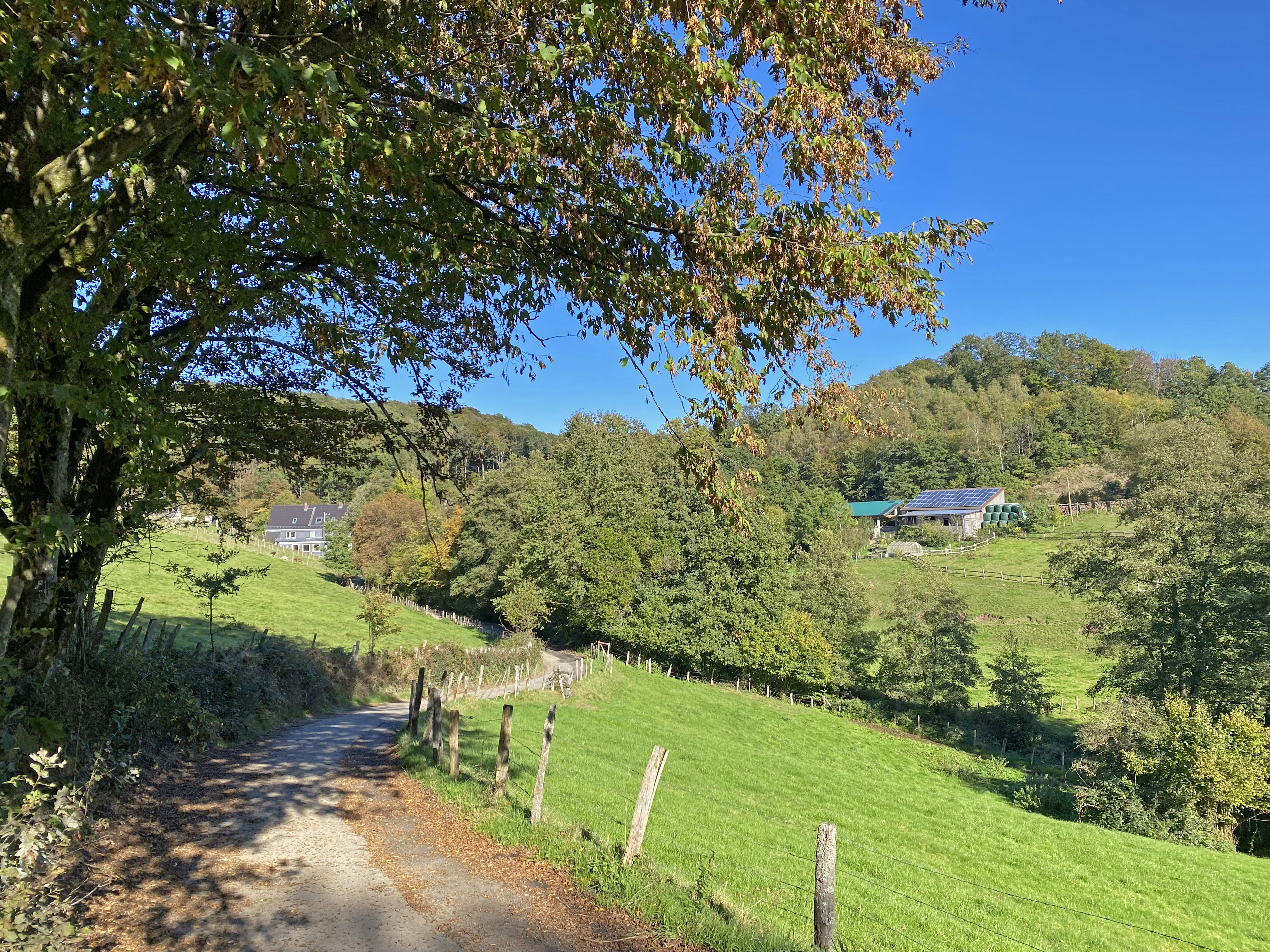
Östlichster Punkt des NSG bei Griesensiepen
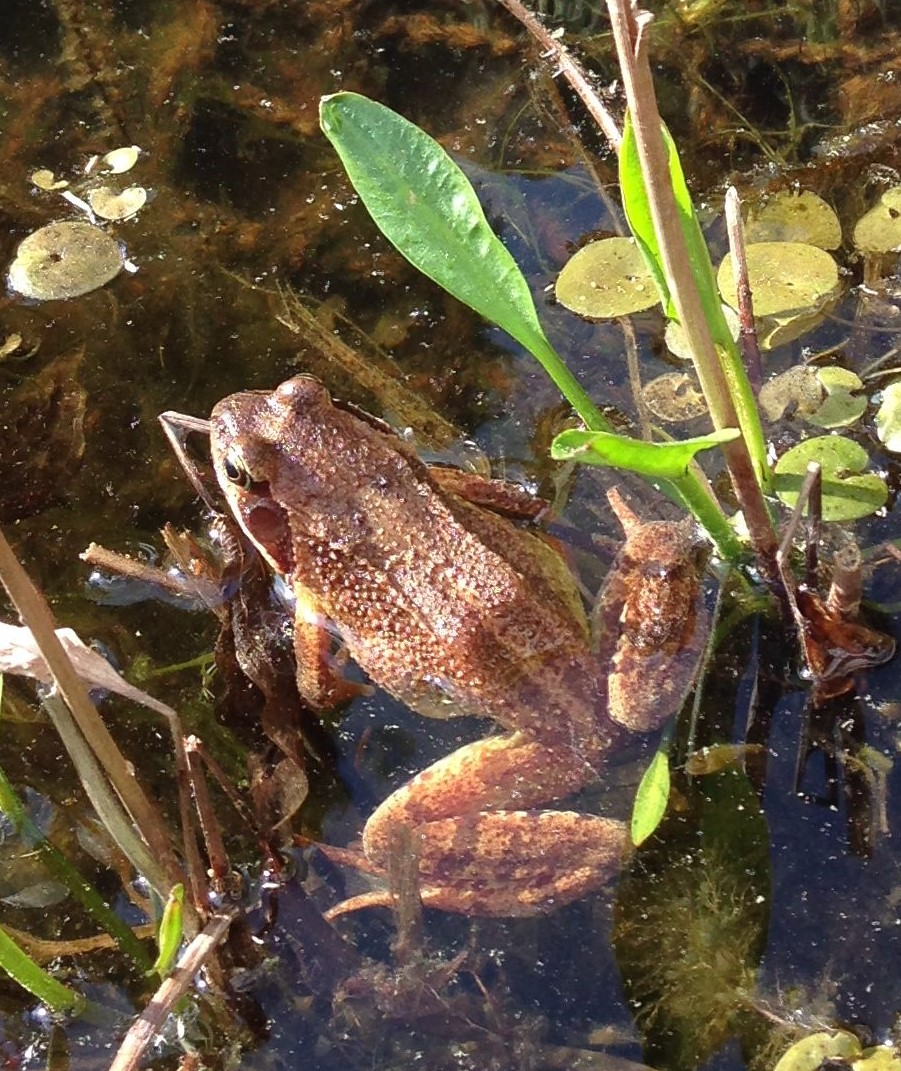
Grasfrosch
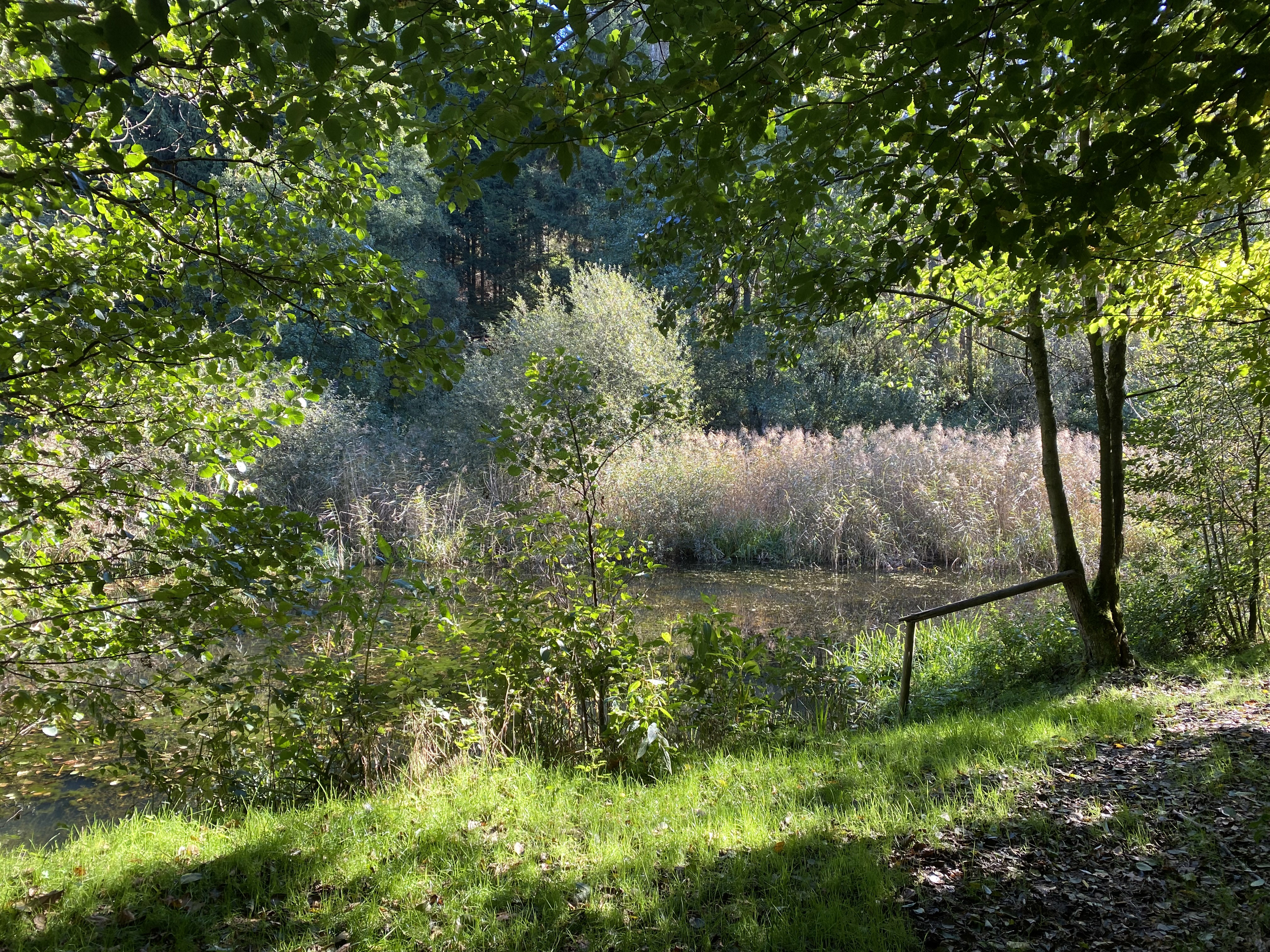
Naturnaher Angelteich bei Sprinnerwiese
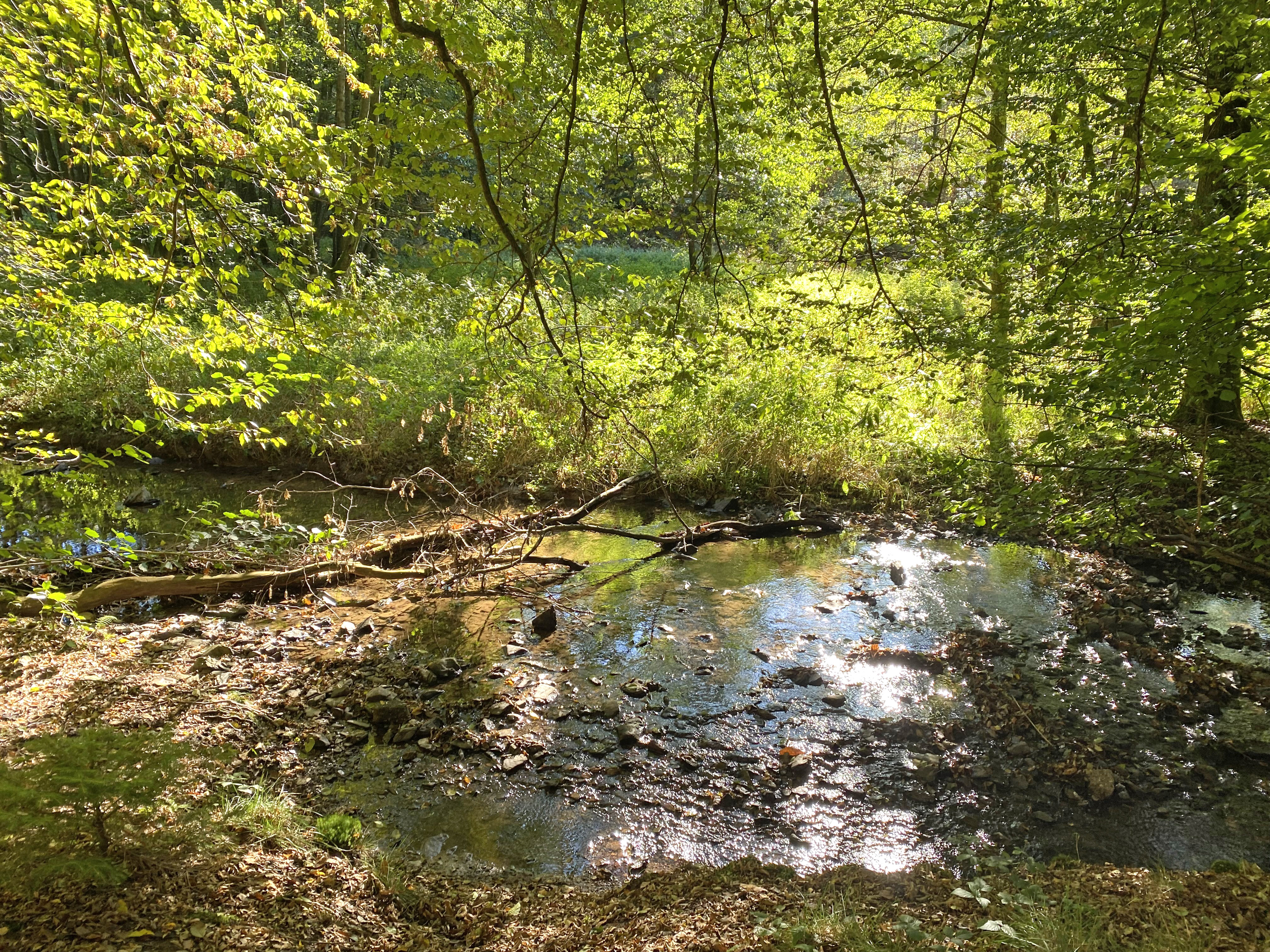
Spreeler Bach
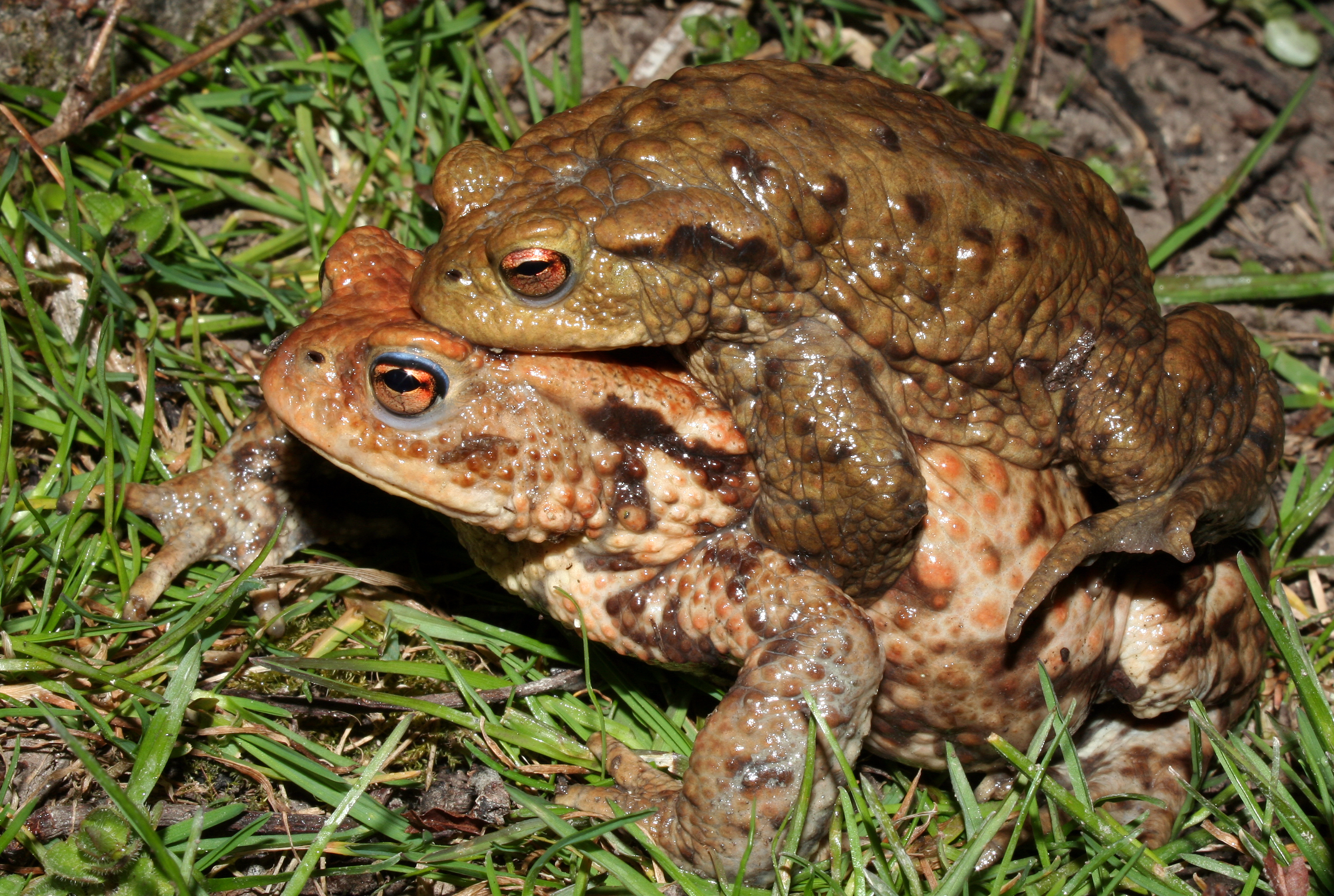
Erdkröten-Paar
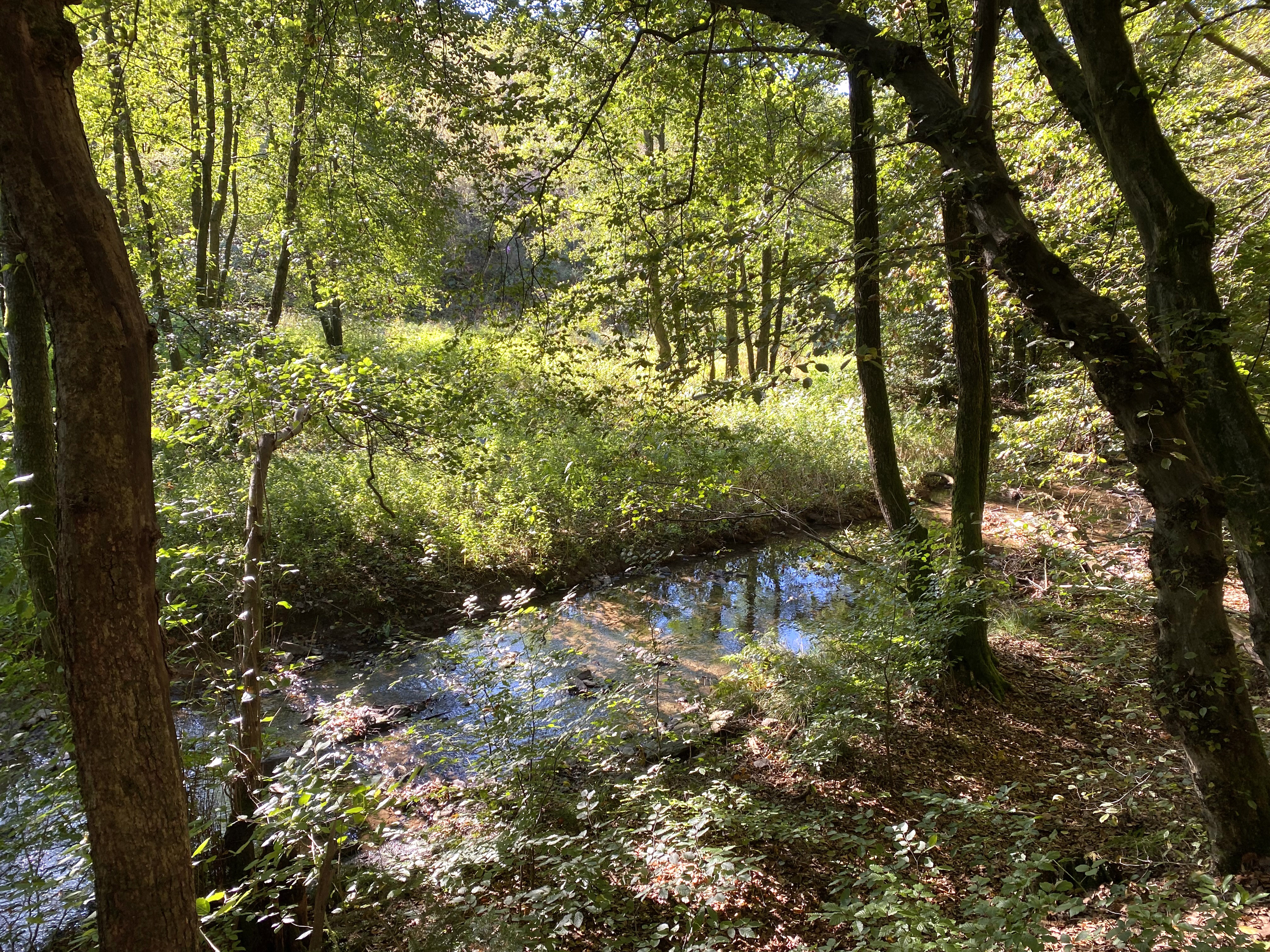
Spreeler Bach im Auwald
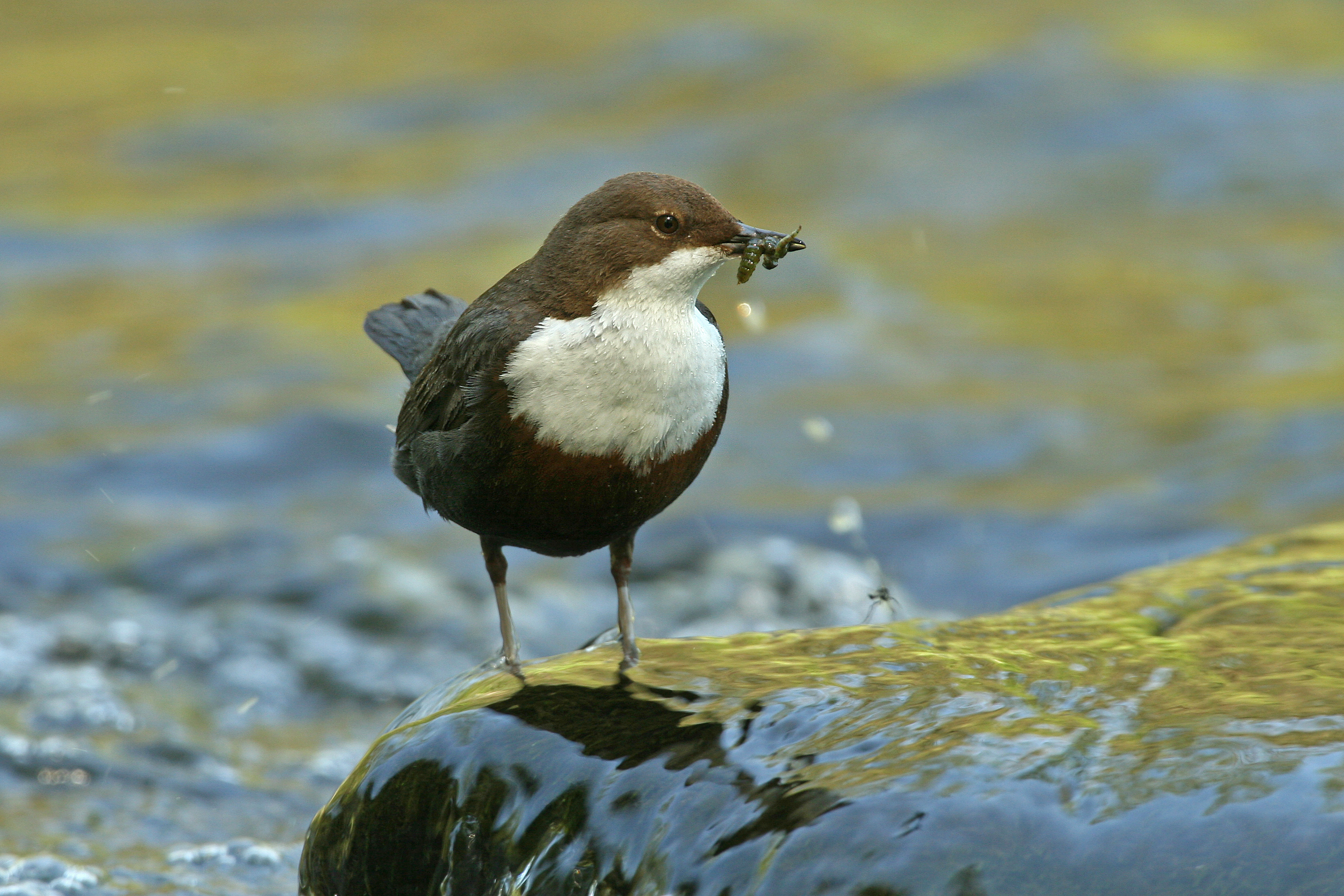
Wasseramsel – heimisch am Spreeler Bach
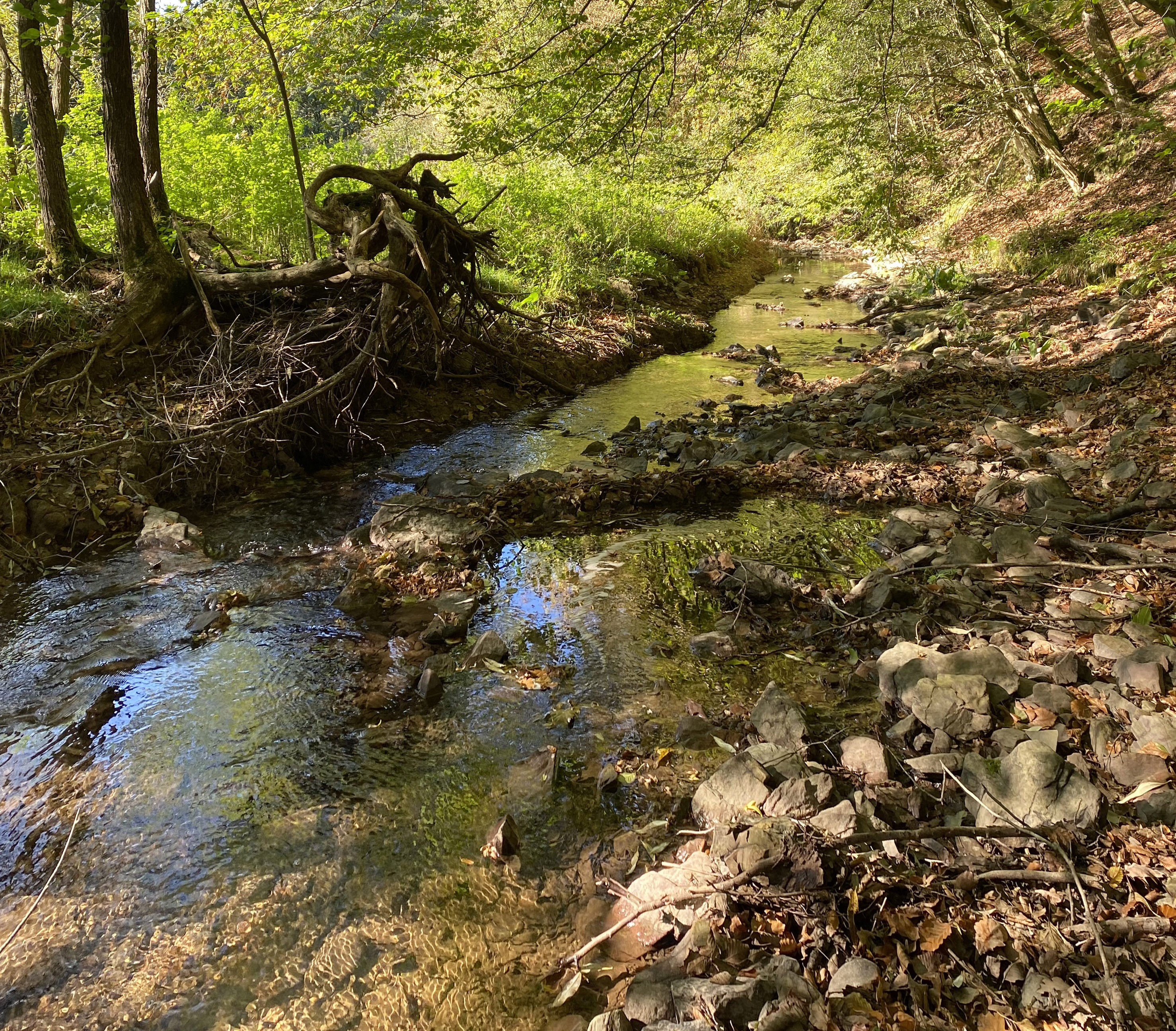
Spreeler Bach fließt am nördlichen Talhang
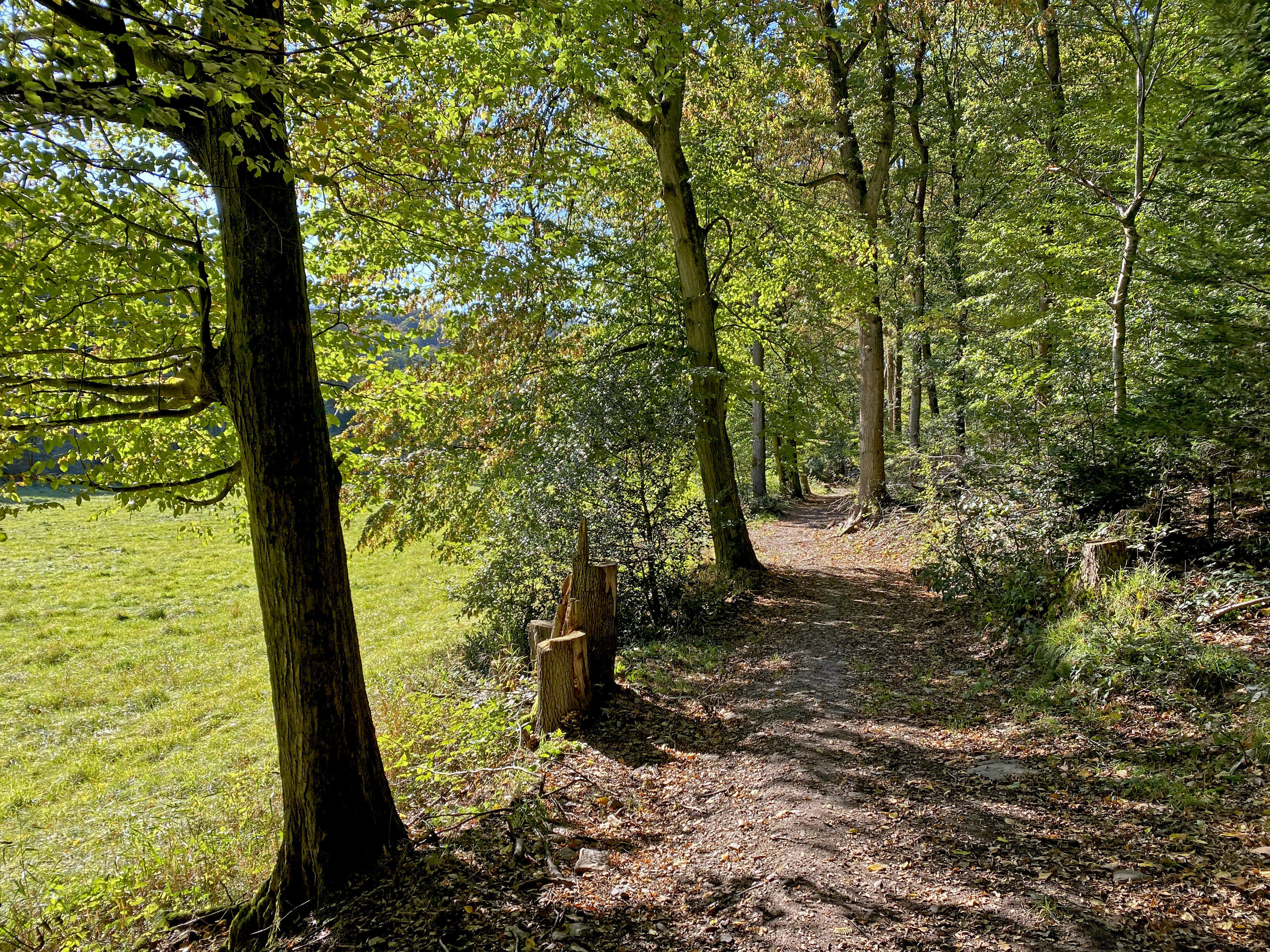
Wanderweg (Wappen) durch  das Spreeler Bachtal
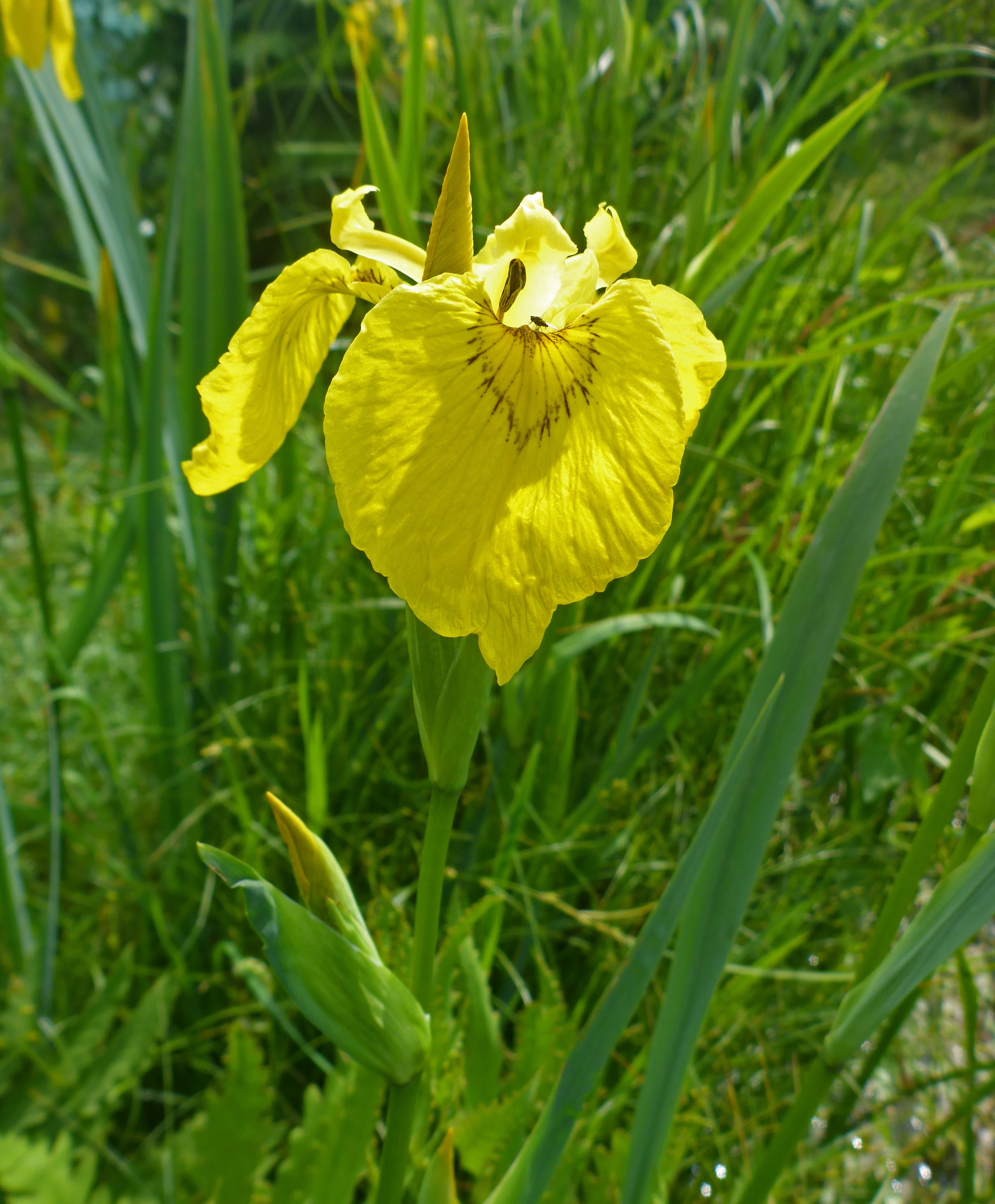
Sumpf-Schwertlilie